# Me and Cassity
Me and Cassity ist ein Bandprojekt des früheren Sängers der Band The Jeremy Days, Dirk Darmstaedter, das seit 1996 in loser Folge vier Alben veröffentlicht hat.

## Hintergrund
Nach der Auflösung seiner Band The Jeremy Days wandte sich Darmstaedter einem Soloprojekt zu, das er unter dem Namen Me and Cassity startete. 1996 erschien das selbstbetitelte Debütalbum bei Universal Music, doch das Label löste den Vertrag noch vor Erscheinen des zweiten Albums auf.
2002 gründete er zusammen mit Gunther Buskies das Label Tapete Records, erwarb von Universal die Veröffentlichungsrechte an Me and Cassity, und brachte das Album in einer erweiterten Fassung erneut heraus, bevor er im selben Jahr das zweite StudioalbumHope, With A Pain Chaser, veröffentlichte. Nach der Veröffentlichung von Between Wake And Sleep, an dessen Entstehung auch Tess Wiley beteiligt war, brachte Darmstaedter bis 2011 fünf Alben unter eigenem Namen heraus, bevor 2012 mit Appearances wieder ein neues Album von Me and Cassity erschien.
Rolling Stone schrieb über Me and Cassity, es handele sich um „unprätentiöse Popmusik,“ sie klinge „ein bisschen mehr nach Singer/Songwriter und so entspannt, dass man ihr wunderbarerweise all die Schmerzen der Vergangenheit“ gar nicht anhöre.

## Diskografie
- 1996: Me and Cassity
- 2002: Hope, With A Pain Chaser
- 2004: Between Wake And Sleep
- 2012: Appearances